# Changan PSA
Changan PSA Automobiles Co., Ltd. (CAPSA) — совместное предприятие Changan и PSA Group со штаб-квартирой в городе Шэньчжэнь. Основным видом деятельности было производство автомобилей DS Automobiles.

## История
В 2010 году Changan и PSA Group договорились о создании совместного предприятия 50:50 по производству легковых автомобилей для китайского рынка, и окончательное соглашение было получено в ноябре 2011 года.
Производство автомобилей началось в 2014 году. Подразделение Changan PSA начало свою деятельность с DS 5, DS 5LS и DS 6WR.
У предприятия были стабильно низкие продажи, что привело к снижению уровня производства ниже производственных мощностей. В 2020 году подразделение Changan PSA было упразднено.
Реструктурированное предприятие было переименовано в Shenzhen Baoneng Motor.

## Продажи
Продажи DS в Китае резко выросли до 26 000 единиц в 2014 году благодаря премиальному предложению, состоящему из DS 5, DS 5LS и DS 6. Все три модели производились в Шэньчжэне и были выпущены в течение одного года.
В то же время бренд был занят развитием своей дистрибьюторской сети, насчитывающей 80 салонов DS в 60 крупнейших городах Китая. На Китай приходилось 22% регистраций DS во всём мире, по сравнению всего с 2% в 2013 году.

## Продукция

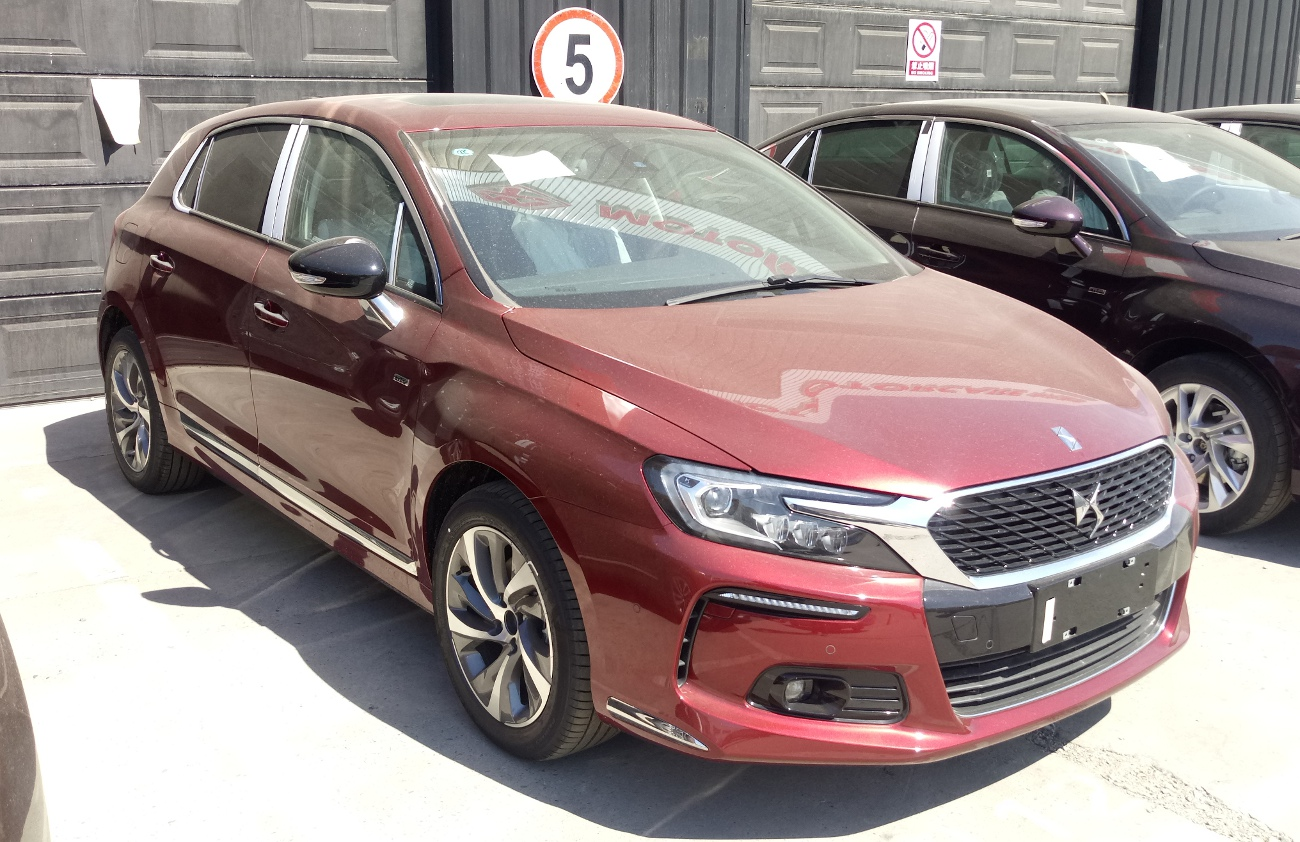
DS 4S
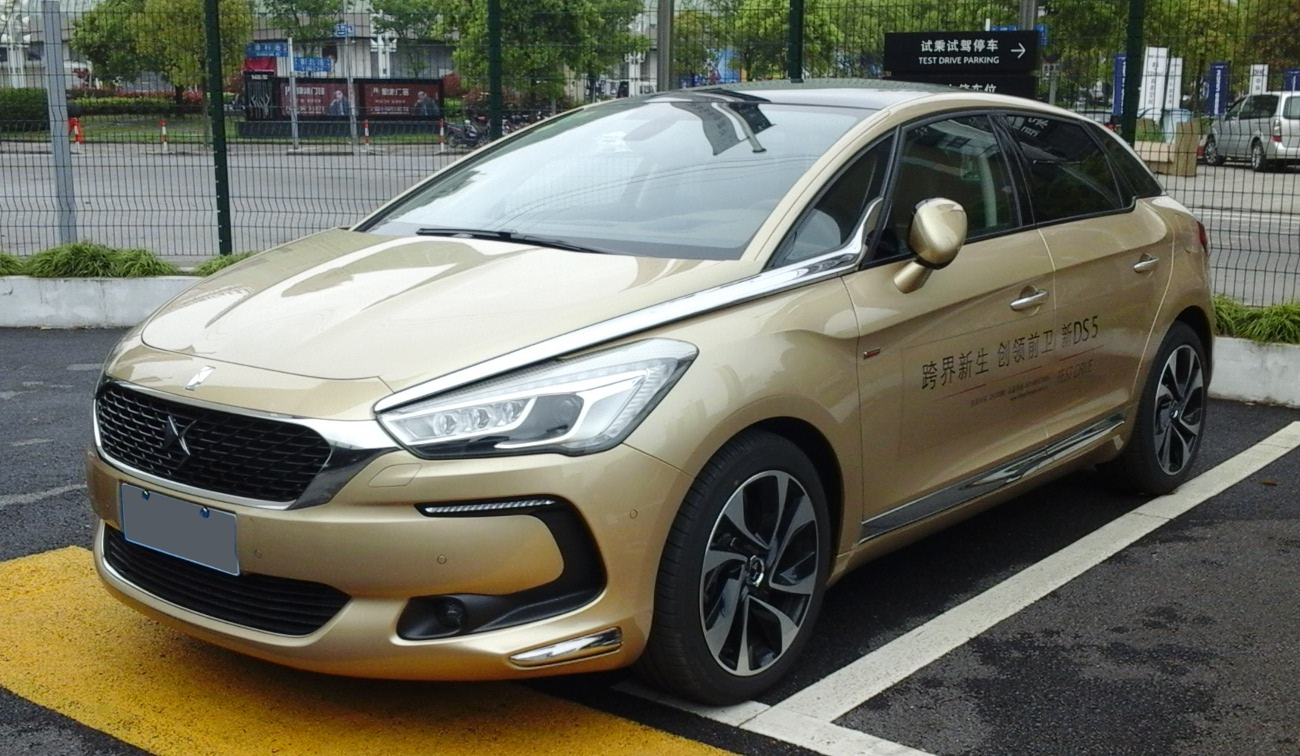
DS 5
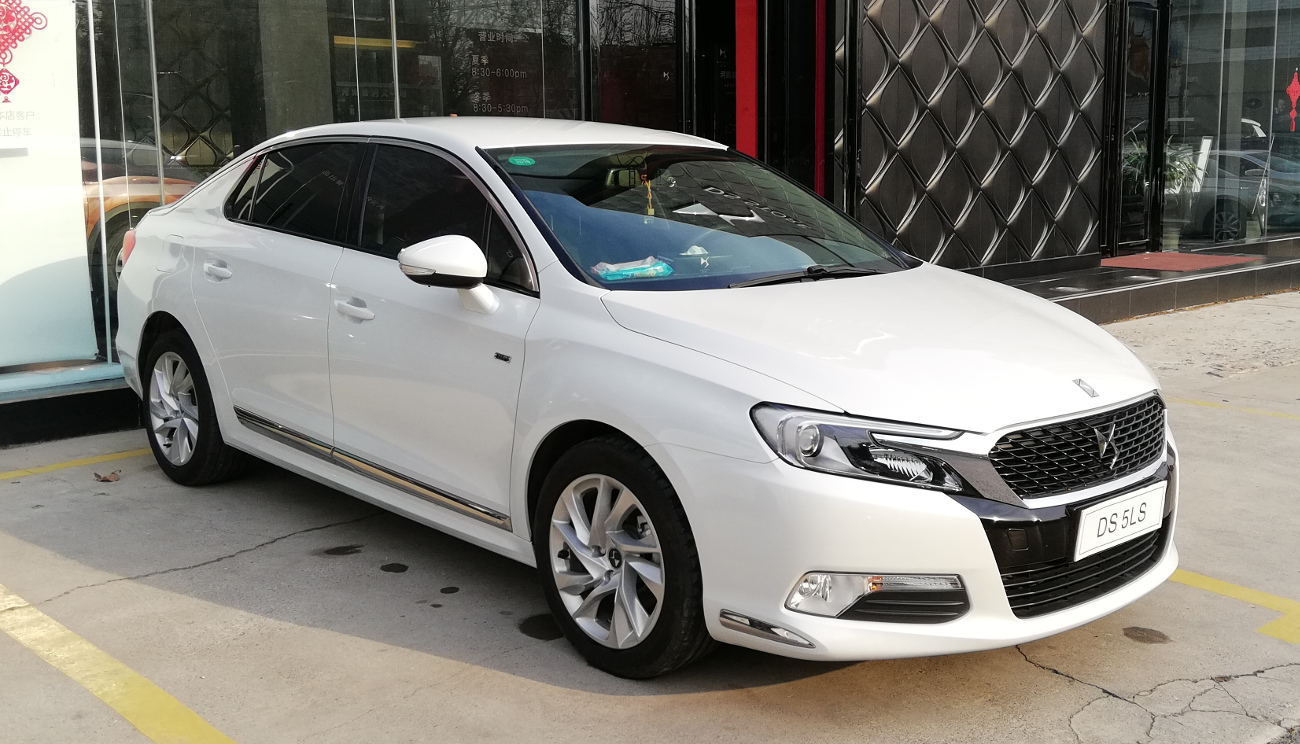
DS 5LS
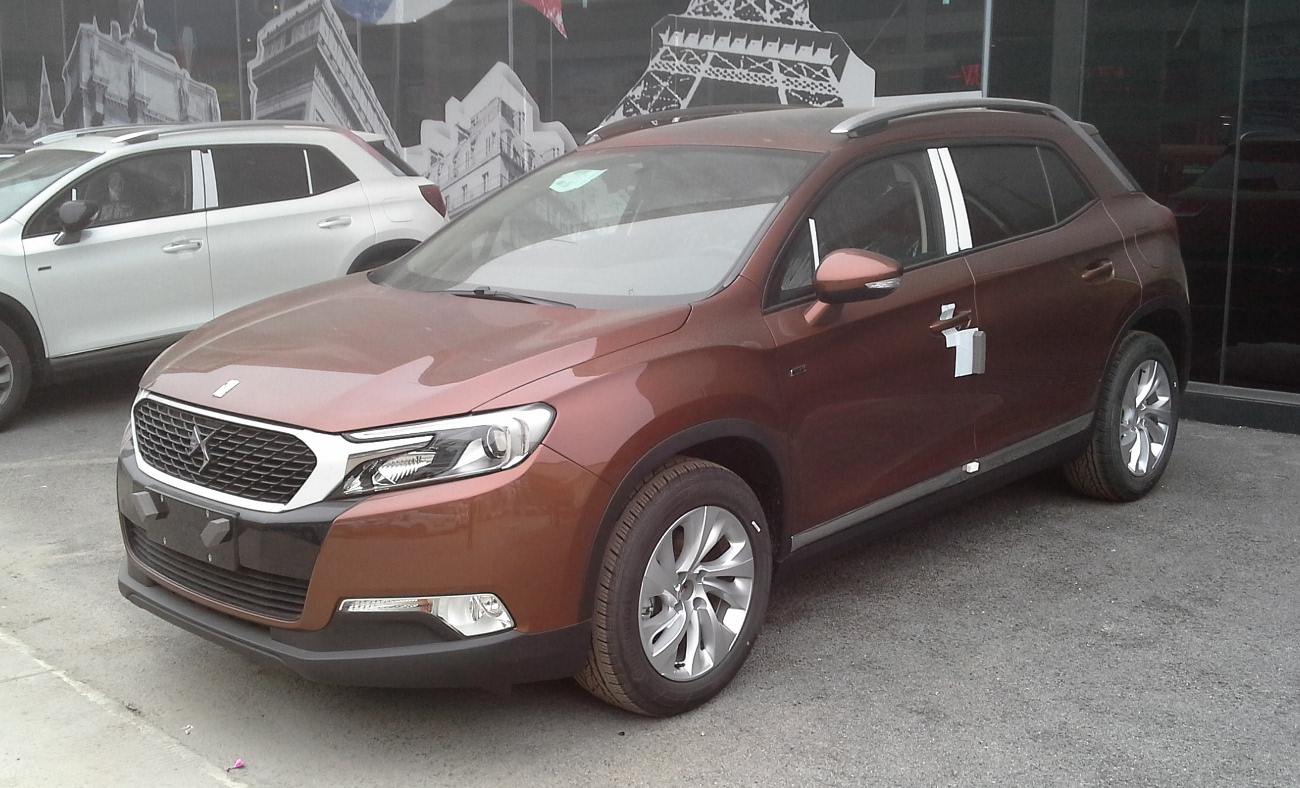
DS 6WR
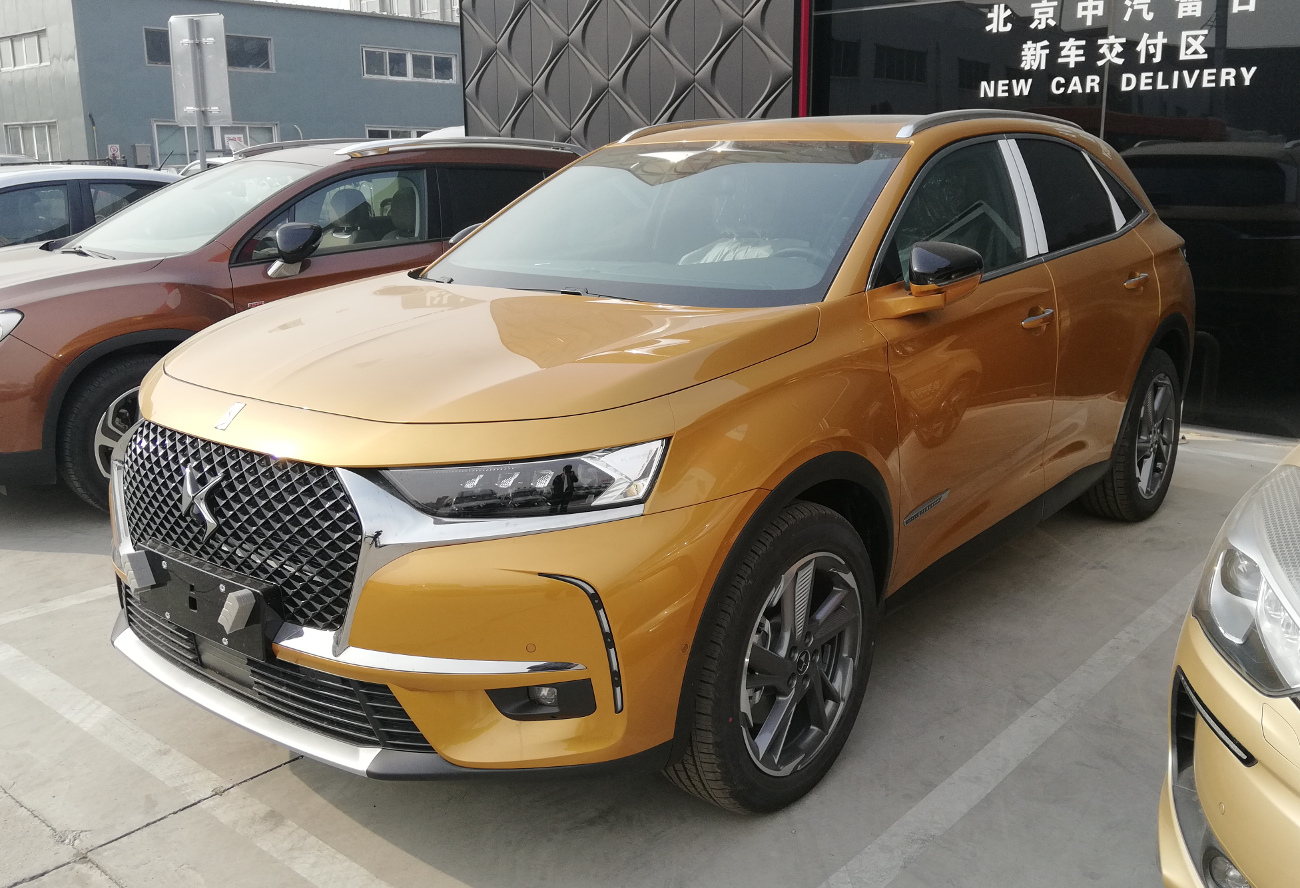
DS 7